# Lista över fornlämningar i Ystads kommun
Lista över fornlämningar i Ystads kommun är en förteckning av ett urval av de fornlämningar som finns i Ystads kommun.

## Baldringe
| Namn                                     | Lämningstyp  | Tillkomsttid | Historisk indelning | Plats           | Läge                 | ID-nr          | Bild                                      |
| ---------------------------------------- | ------------ | ------------ | ------------------- | --------------- | -------------------- | -------------- | ----------------------------------------- |
| Baldringestenen / DR 294 (Baldringe 2:1) | Runristning  |              | Baldringe, Skåne    | Baldringe kyrka | 55.529885, 13.839889 | 10118000020001 | Ladda upp en till bild av detta fornminne |
| Baldringe 5:1                            | Stensättning |              | Baldringe, Skåne    |                 | 55.567288, 13.833704 | 10118000050001 | Ladda upp en bild av detta fornminne      |

## Balkåkra
| Namn                              | Lämningstyp                 | Tillkomsttid | Historisk indelning | Plats | Läge                 | ID-nr          | Bild                                      |
| --------------------------------- | --------------------------- | ------------ | ------------------- | ----- | -------------------- | -------------- | ----------------------------------------- |
| Balkåkra kyrkoruin (Balkåkra 3:1) | Kyrka/kapell                |              | Balkåkra, Skåne     |       | 55.446935, 13.715633 | 10118100030001 | Ladda upp en till bild av detta fornminne |
| Hersarekull (Balkåkra 4:1)        | Hög                         |              | Balkåkra, Skåne     |       | 55.456735, 13.717815 | 10118100040001 | Ladda upp en bild av detta fornminne      |
| Balkåkra 5:1                      | Hög                         |              | Balkåkra, Skåne     |       | 55.428882, 13.714667 | 10118100050001 | Ladda upp en bild av detta fornminne      |
| Balkåkra 6:1                      | Gravfält                    |              | Balkåkra, Skåne     |       | 55.426473, 13.705230 | 10118100060001 | Ladda upp en bild av detta fornminne      |
| Balkåkra 6:2                      | Hög                         |              | Balkåkra, Skåne     |       | 55.426242, 13.704237 | 10118100060002 | Ladda upp en bild av detta fornminne      |
| Disas ting (Balkåkra 7:1)         | Stenkrets                   |              | Balkåkra, Skåne     |       | 55.426970, 13.712597 | 10118100070001 | Ladda upp en till bild av detta fornminne |
| Balkåkra 8:1                      | Grav markerad av sten/block |              | Balkåkra, Skåne     |       | 55.427317, 13.713941 | 10118100080001 | Ladda upp en bild av detta fornminne      |
| Balkåkra 15:1                     | Grav- och boplatsområde     |              | Balkåkra, Skåne     |       | 55.426707, 13.710551 | 10118100150001 | Ladda upp en bild av detta fornminne      |
| Balkåkra 22:1                     | Stenkistgrav                |              | Balkåkra, Skåne     |       | 55.448929, 13.718337 | 10118100220001 | Ladda upp en bild av detta fornminne      |
| Balkåkra 45:1                     | Hög                         |              | Balkåkra, Skåne     |       | 55.457669, 13.709460 | 10118100450001 | Ladda upp en bild av detta fornminne      |

## Bjäresjö
| Namn                                      | Lämningstyp                 | Tillkomsttid | Historisk indelning | Plats              | Läge                 | ID-nr          | Bild                                      |
| ----------------------------------------- | --------------------------- | ------------ | ------------------- | ------------------ | -------------------- | -------------- | ----------------------------------------- |
| Stivesten (Bjäresjö 2:1)                  | Grav markerad av sten/block |              | Bjäresjö, Skåne     |                    | 55.462598, 13.756983 | 10118800020001 | Ladda upp en bild av detta fornminne      |
| Tvehögarna (Bjäresjö 7:1)                 | Hög                         |              | Bjäresjö, Skåne     |                    | 55.443658, 13.749127 | 10118800070001 | Ladda upp en till bild av detta fornminne |
| Tvehögarna (Bjäresjö 7:2)                 | Hög                         |              | Bjäresjö, Skåne     |                    | 55.443415, 13.748858 | 10118800070002 | Ladda upp en bild av detta fornminne      |
| Tvehögarna (Bjäresjö 7:3)                 | Hög                         |              | Bjäresjö, Skåne     |                    | 55.443619, 13.750217 | 10118800070003 | Ladda upp en bild av detta fornminne      |
| Stora Tofthög (Bjäresjö 8:1)              | Hög                         |              | Bjäresjö, Skåne     |                    | 55.439164, 13.748763 | 10118800080001 | Ladda upp en bild av detta fornminne      |
| Herrehögen (Bjäresjö 9:1)                 | Hög                         |              | Bjäresjö, Skåne     |                    | 55.438782, 13.741561 | 10118800090001 | Ladda upp en bild av detta fornminne      |
| Bjäresjö 10:1                             | Hög                         |              | Bjäresjö, Skåne     |                    | 55.430537, 13.732164 | 10118800100001 | Ladda upp en bild av detta fornminne      |
| Hälleshög (Bjäresjö 14:1)                 | Hög                         |              | Bjäresjö, Skåne     |                    | 55.426888, 13.735194 | 10118800140001 | Ladda upp en bild av detta fornminne      |
| Almans backe (Bjäresjö 15:1)              | Hög                         |              | Bjäresjö, Skåne     |                    | 55.427233, 13.729185 | 10118800150001 | Ladda upp en bild av detta fornminne      |
| Bjäresjö 17:1                             | Gravfält                    |              | Bjäresjö, Skåne     |                    | 55.428397, 13.751397 | 10118800170001 | Ladda upp en bild av detta fornminne      |
| Bjäresjö 18:2                             | Hög                         |              | Bjäresjö, Skåne     |                    | 55.433557, 13.755644 | 10118800180002 | Ladda upp en bild av detta fornminne      |
| Bjäresjö 19:1                             | Hög                         |              | Bjäresjö, Skåne     |                    | 55.448268, 13.771950 | 10118800190001 | Ladda upp en till bild av detta fornminne |
| Bjäresjöstenen 3 / DR 289 (Bjäresjö 21:1) | Runristning                 |              | Bjäresjö, Skåne     | Bjärsjöholms slott | 55.449758, 13.777360 | 10118800210001 | Ladda upp en till bild av detta fornminne |
| Bjäresjö 22:1                             | Hög                         |              | Bjäresjö, Skåne     |                    | 55.447417, 13.790615 | 10118800220001 | Ladda upp en bild av detta fornminne      |
| Bonhög (Bjäresjö 24:1)                    | Hög                         |              | Bjäresjö, Skåne     |                    | 55.457337, 13.748903 | 10118800240001 | Ladda upp en bild av detta fornminne      |
| Kobjershög (Bjäresjö 25:1)                | Hög                         |              | Bjäresjö, Skåne     |                    | 55.459735, 13.745770 | 10118800250001 | Ladda upp en bild av detta fornminne      |
| Bjäresjö 36:1                             | Hög                         |              | Bjäresjö, Skåne     |                    | 55.434922, 13.738213 | 10118800360001 | Ladda upp en bild av detta fornminne      |
| Bjäresjö 60:1                             | Hög                         |              | Bjäresjö, Skåne     |                    | 55.427049, 13.742059 | 10118800600001 | Ladda upp en bild av detta fornminne      |
| Skallerhögarna (Bjäresjö 61:1)            | Hög                         |              | Bjäresjö, Skåne     |                    | 55.428417, 13.754519 | 10118800610001 | Ladda upp en bild av detta fornminne      |
| Skallerhögarna (Bjäresjö 61:2)            | Hög                         |              | Bjäresjö, Skåne     |                    | 55.428436, 13.755135 | 10118800610002 | Ladda upp en bild av detta fornminne      |
| Bjäresjö 63:1                             | Hög                         |              | Bjäresjö, Skåne     |                    | 55.444067, 13.741514 | 10118800630001 | Ladda upp en bild av detta fornminne      |
| Bjäresjö 63:2                             | Hög                         |              | Bjäresjö, Skåne     |                    | 55.443868, 13.742463 | 10118800630002 | Ladda upp en bild av detta fornminne      |
| Bjäresjö 64:1                             | Hög                         |              | Bjäresjö, Skåne     |                    | 55.442346, 13.739570 | 10118800640001 | Ladda upp en bild av detta fornminne      |
| Bjäresjö 65:1                             | Hög                         |              | Bjäresjö, Skåne     |                    | 55.441983, 13.742024 | 10118800650001 | Ladda upp en bild av detta fornminne      |
| Bjäresjö 66:1                             | Hög                         |              | Bjäresjö, Skåne     |                    | 55.442886, 13.745206 | 10118800660001 | Ladda upp en bild av detta fornminne      |
| Bjäresjö 66:2                             | Hög                         |              | Bjäresjö, Skåne     |                    | 55.443253, 13.745998 | 10118800660002 | Ladda upp en bild av detta fornminne      |
| Bjäresjö 67:1                             | Hög                         |              | Bjäresjö, Skåne     |                    | 55.445690, 13.751079 | 10118800670001 | Ladda upp en bild av detta fornminne      |
| Bjäresjö 70:1                             | Hög                         |              | Bjäresjö, Skåne     |                    | 55.430691, 13.755082 | 10118800700001 | Ladda upp en bild av detta fornminne      |
| Bjäresjö 71:1                             | Hög                         |              | Bjäresjö, Skåne     |                    | 55.458337, 13.755212 | 10118800710001 | Ladda upp en bild av detta fornminne      |
| Bjäresjö 71:2                             | Hög                         |              | Bjäresjö, Skåne     |                    | 55.458524, 13.754538 | 10118800710002 | Ladda upp en bild av detta fornminne      |
| Bjäresjöstenen 1 / DR 287 (Bjäresjö 72:1) | Runristning                 |              | Bjäresjö, Skåne     |                    | 55.462160, 13.749810 | 10118800720001 | Ladda upp en till bild av detta fornminne |

## Borrie
| Namn                | Lämningstyp | Tillkomsttid | Historisk indelning | Plats | Läge                 | ID-nr          | Bild                                 |
| ------------------- | ----------- | ------------ | ------------------- | ----- | -------------------- | -------------- | ------------------------------------ |
| Malhög (Borrie 8:1) | Hög         |              | Borrie, Skåne       |       | 55.499273, 13.855193 | 10119600080001 | Ladda upp en bild av detta fornminne |

## Bromma
| Namn                                  | Lämningstyp | Tillkomsttid | Historisk indelning | Plats | Läge                 | ID-nr          | Bild                                 |
| ------------------------------------- | ----------- | ------------ | ------------------- | ----- | -------------------- | -------------- | ------------------------------------ |
| Bromma 34:1                           | Hög         |              | Bromma, Skåne       |       | 55.461041, 13.801239 | 10120000340001 | Ladda upp en bild av detta fornminne |
| Turs hög, Valdemars hög (Bromma 42:1) | Hög         |              | Bromma, Skåne       |       | 55.469524, 13.786410 | 10120000420001 | Ladda upp en bild av detta fornminne |
| Bonnhögen (Bromma 43:1)               | Hög         |              | Bromma, Skåne       |       | 55.465798, 13.810252 | 10120000430001 | Ladda upp en bild av detta fornminne |

## Glemminge
| Namn                                     | Lämningstyp    | Tillkomsttid | Historisk indelning | Plats | Läge                 | ID-nr          | Bild                                      |
| ---------------------------------------- | -------------- | ------------ | ------------------- | ----- | -------------------- | -------------- | ----------------------------------------- |
| Klövasten mfl (Glemminge 1:3)            | Hällristning   |              | Glemminge, Skåne    |       | 55.444110, 14.010872 | 10104800010003 | Ladda upp en till bild av detta fornminne |
| Glemmingestenen / DR 338 (Glemminge 2:1) | Runristning    |              | Glemminge, Skåne    |       | 55.455514, 14.020056 | 10104800020001 | Ladda upp en till bild av detta fornminne |
| Dyssestenen (Glemminge 8:1)              | Stenkammargrav |              | Glemminge, Skåne    |       | 55.453709, 14.060541 | 10104800080001 | Ladda upp en bild av detta fornminne      |
| Kolhög, Svärkelshög (Glemminge 9:1)      | Hög            |              | Glemminge, Skåne    |       | 55.457534, 14.013702 | 10104800090001 | Ladda upp en bild av detta fornminne      |
| Ormhög (Glemminge 28:1)                  | Hög            |              | Glemminge, Skåne    |       | 55.451769, 14.003799 | 10104800280001 | Ladda upp en bild av detta fornminne      |
| Glemminge 44:1                           | Hög            |              | Glemminge, Skåne    |       | 55.466454, 14.001549 | 10104800440001 | Ladda upp en bild av detta fornminne      |

## Hedeskoga
| Namn           | Lämningstyp             | Tillkomsttid | Historisk indelning | Plats | Läge                 | ID-nr          | Bild                                 |
| -------------- | ----------------------- | ------------ | ------------------- | ----- | -------------------- | -------------- | ------------------------------------ |
| Hedeskoga 2:1  | Hög                     |              | Hedeskoga, Skåne    |       | 55.453282, 13.795942 | 10125100020001 | Ladda upp en bild av detta fornminne |
| Hedeskoga 3:1  | Hög                     |              | Hedeskoga, Skåne    |       | 55.446135, 13.793920 | 10125100030001 | Ladda upp en bild av detta fornminne |
| Hedeskoga 4:1  | Borg                    |              | Hedeskoga, Skåne    |       | 55.450949, 13.819739 | 10125100040001 | Ladda upp en bild av detta fornminne |
| Hedeskoga 32:1 | Hög                     |              | Hedeskoga, Skåne    |       | 55.444652, 13.779889 | 10125100320001 | Ladda upp en bild av detta fornminne |
| Hedeskoga 47:1 | Grav- och boplatsområde |              | Hedeskoga, Skåne    |       | 55.433288, 13.779976 | 10125100470001 | Ladda upp en bild av detta fornminne |
| Hedeskoga 50   | Begravningsplats        |              | Hedeskoga, Skåne    |       | 55.436632, 13.788084 | 12000000121623 | Ladda upp en bild av detta fornminne |

## Högestad
| Namn                                     | Lämningstyp  | Tillkomsttid | Historisk indelning | Plats | Läge                 | ID-nr          | Bild                                      |
| ---------------------------------------- | ------------ | ------------ | ------------------- | ----- | -------------------- | -------------- | ----------------------------------------- |
| Högestad 3:1                             | Hög          |              | Högestad, Skåne     |       | 55.519429, 13.859783 | 10126700030001 | Ladda upp en bild av detta fornminne      |
| Hängebjär, Hängeberg (Högestad 7:1)      | Hög          |              | Högestad, Skåne     |       | 55.497120, 13.871510 | 10126700070001 | Ladda upp en bild av detta fornminne      |
| Hängebjär, Hängeberg (Högestad 8:1)      | Hög          |              | Högestad, Skåne     |       | 55.497276, 13.869429 | 10126700080001 | Ladda upp en bild av detta fornminne      |
| Buddahögarna (Högestad 14:1)             | Hög          |              | Högestad, Skåne     |       | 55.499716, 13.891975 | 10126700140001 | Ladda upp en bild av detta fornminne      |
| Buddahögarna (Högestad 14:2)             | Hög          |              | Högestad, Skåne     |       | 55.500176, 13.892016 | 10126700140002 | Ladda upp en bild av detta fornminne      |
| Buddahögarna (Högestad 14:3)             | Hög          |              | Högestad, Skåne     |       | 55.500508, 13.892110 | 10126700140003 | Ladda upp en bild av detta fornminne      |
| Görmena hög, Germans hög (Högestad 27:1) | Hög          |              | Högestad, Skåne     |       | 55.497923, 13.895132 | 10126700270001 | Ladda upp en bild av detta fornminne      |
| Högestad 33:1                            | Hög          |              | Högestad, Skåne     |       | 55.524226, 13.880939 | 10126700330001 | Ladda upp en bild av detta fornminne      |
| Högestad 34:1                            | Stensättning |              | Högestad, Skåne     |       | 55.518372, 13.888751 | 10126700340001 | Ladda upp en bild av detta fornminne      |
| Tulleshög (Högestad 35:1)                | Hög          |              | Högestad, Skåne     |       | 55.510076, 13.882141 | 10126700350001 | Ladda upp en bild av detta fornminne      |
| Hovstens hög (Högestad 36:1)             | Hög          |              | Högestad, Skåne     |       | 55.520255, 13.872515 | 10126700360001 | Ladda upp en bild av detta fornminne      |
| Högestad 37:1                            | Kvarn        |              | Högestad, Skåne     |       | 55.519315, 13.896728 | 10126700370001 | Ladda upp en bild av detta fornminne      |
| Klingena högar (Högestad 44:1)           | Hög          |              | Högestad, Skåne     |       | 55.511203, 13.848251 | 10126700440001 | Ladda upp en bild av detta fornminne      |
| Klingena högar (Högestad 44:2)           | Hög          |              | Högestad, Skåne     |       | 55.510838, 13.848731 | 10126700440002 | Ladda upp en till bild av detta fornminne |

## Hörup
| Namn                  | Lämningstyp | Tillkomsttid | Historisk indelning | Plats | Läge                 | ID-nr          | Bild                                 |
| --------------------- | ----------- | ------------ | ------------------- | ----- | -------------------- | -------------- | ------------------------------------ |
| Hörup 1:1             | Hög         |              | Hörup, Skåne        |       | 55.450385, 14.118898 | 10106800010001 | Ladda upp en bild av detta fornminne |
| Hörup 2:1             | Hög         |              | Hörup, Skåne        |       | 55.451591, 14.120789 | 10106800020001 | Ladda upp en bild av detta fornminne |
| Villeshög (Hörup 3:1) | Hög         |              | Hörup, Skåne        |       | 55.447023, 14.090968 | 10106800030001 | Ladda upp en bild av detta fornminne |
| Villeshög (Hörup 3:2) | Hög         |              | Hörup, Skåne        |       | 55.446804, 14.089983 | 10106800030002 | Ladda upp en bild av detta fornminne |
| Villeshög (Hörup 3:3) | Hög         |              | Hörup, Skåne        |       | 55.446865, 14.091803 | 10106800030003 | Ladda upp en bild av detta fornminne |
| Villeshög (Hörup 3:4) | Hög         |              | Hörup, Skåne        |       | 55.446761, 14.092740 | 10106800030004 | Ladda upp en bild av detta fornminne |

## Ingelstorp
| Namn                                  | Lämningstyp             | Tillkomsttid | Historisk indelning | Plats | Läge                 | ID-nr          | Bild                                      |
| ------------------------------------- | ----------------------- | ------------ | ------------------- | ----- | -------------------- | -------------- | ----------------------------------------- |
| Ingelstorp 1:1                        | Grav- och boplatsområde |              | Ingelstorp, Skåne   |       | 55.419139, 14.036935 | 10107000010001 | Ladda upp en bild av detta fornminne      |
| Ingelstorp 1:2                        | Hög                     |              | Ingelstorp, Skåne   |       | 55.419148, 14.037309 | 10107000010002 | Ladda upp en till bild av detta fornminne |
| Ingelstorp 1:3                        | Hög                     |              | Ingelstorp, Skåne   |       | 55.419415, 14.036676 | 10107000010003 | Ladda upp en bild av detta fornminne      |
| Ingelstorp 2:1                        | Hög                     |              | Ingelstorp, Skåne   |       | 55.420027, 14.034192 | 10107000020001 | Ladda upp en bild av detta fornminne      |
| Ingelstorp 2:2                        | Hög                     |              | Ingelstorp, Skåne   |       | 55.420205, 14.033205 | 10107000020002 | Ladda upp en bild av detta fornminne      |
| Ingelstorp 3:1                        | Hög                     |              | Ingelstorp, Skåne   |       | 55.414665, 14.049210 | 10107000030001 | Ladda upp en till bild av detta fornminne |
| Ingelstorp 4:1                        | Hög                     |              | Ingelstorp, Skåne   |       | 55.414163, 14.052267 | 10107000040001 | Ladda upp en till bild av detta fornminne |
| Pengabacken (Ingelstorp 5:1)          | Hög                     |              | Ingelstorp, Skåne   |       | 55.412723, 14.056243 | 10107000050001 | Ladda upp en till bild av detta fornminne |
| Ingelstorp 6:1                        | Hög                     |              | Ingelstorp, Skåne   |       | 55.413367, 14.052188 | 10107000060001 | Ladda upp en till bild av detta fornminne |
| Tofthögsåkrar (1703) (Ingelstorp 7:1) | Grav- och boplatsområde |              | Ingelstorp, Skåne   |       | 55.431034, 14.042299 | 10107000070001 | Ladda upp en bild av detta fornminne      |
| Skrepphög? (Ingelstorp 10:1)          | Stenkammargrav          |              | Ingelstorp, Skåne   |       | 55.435877, 14.017750 | 10107000100001 | Ladda upp en till bild av detta fornminne |
| Skrepphög? (Ingelstorp 10:2)          | Hällristning            |              | Ingelstorp, Skåne   |       | 55.435877, 14.017750 | 10107000100002 | Ladda upp en bild av detta fornminne      |
| Tofthögsåkrar (Ingelstorp 13:1)       | Gravfält                |              | Ingelstorp, Skåne   |       | 55.430520, 14.039658 | 10107000130001 | Ladda upp en bild av detta fornminne      |
| Ingelstorp 40:1                       | Hög                     |              | Ingelstorp, Skåne   |       | 55.414267, 14.043868 | 10107000400001 | Ladda upp en bild av detta fornminne      |
| Ingelstorp 41:1                       | Hög                     |              | Ingelstorp, Skåne   |       | 55.415576, 14.047002 | 10107000410001 | Ladda upp en bild av detta fornminne      |
| Ingelstorp 87:1                       | Hög                     |              | Ingelstorp, Skåne   |       | 55.418185, 14.041579 | 10107000870001 | Ladda upp en bild av detta fornminne      |

## Löderup
| Namn                               | Lämningstyp             | Tillkomsttid | Historisk indelning | Plats | Läge                 | ID-nr          | Bild                                      |
| ---------------------------------- | ----------------------- | ------------ | ------------------- | ----- | -------------------- | -------------- | ----------------------------------------- |
| Grimshög (Löderup 1:1)             | Hög                     |              | Löderup, Skåne      |       | 55.406558, 14.097304 | 10108600010001 | Ladda upp en till bild av detta fornminne |
| Nävshög, Növelhög (Löderup 2:1)    | Hög                     |              | Löderup, Skåne      |       | 55.392730, 14.118501 | 10108600020001 | Ladda upp en bild av detta fornminne      |
| Löderup 4:1                        | Gravfält                |              | Löderup, Skåne      |       | 55.394611, 14.135678 | 10108600040001 | Ladda upp en bild av detta fornminne      |
| Löderup 5:1                        | Gravfält                |              | Löderup, Skåne      |       | 55.394267, 14.119629 | 10108600050001 | Ladda upp en bild av detta fornminne      |
| Höjabjärsbacken (Löderup 9:1)      | Hög                     |              | Löderup, Skåne      |       | 55.393494, 14.142570 | 10108600090001 | Ladda upp en till bild av detta fornminne |
| Haaka hög (Löderup 10:1)           | Hög                     |              | Löderup, Skåne      |       | 55.393162, 14.146467 | 10108600100001 | Ladda upp en till bild av detta fornminne |
| Rishög ? (Löderup 12:1)            | Hög                     |              | Löderup, Skåne      |       | 55.390961, 14.147755 | 10108600120001 | Ladda upp en till bild av detta fornminne |
| Ramsbjär (Löderup 18:1)            | Stenkammargrav          |              | Löderup, Skåne      |       | 55.407839, 14.167766 | 10108600180001 | Ladda upp en till bild av detta fornminne |
| Löderup 19:1                       | Gravfält                |              | Löderup, Skåne      |       | 55.406674, 14.168688 | 10108600190001 | Ladda upp en bild av detta fornminne      |
| Löderup 20:1                       | Gravfält                |              | Löderup, Skåne      |       | 55.409171, 14.171569 | 10108600200001 | Ladda upp en bild av detta fornminne      |
| Löderup 23:1                       | Gravfält                |              | Löderup, Skåne      |       | 55.395604, 14.157028 | 10108600230001 | Ladda upp en bild av detta fornminne      |
| Småhögaåkrar (Löderup 24:1)        | Hög                     |              | Löderup, Skåne      |       | 55.418048, 14.152690 | 10108600240001 | Ladda upp en bild av detta fornminne      |
| Småhögarna (Löderup 26:1)          | Gravfält                |              | Löderup, Skåne      |       | 55.417855, 14.153439 | 10108600260001 | Ladda upp en bild av detta fornminne      |
| Löderup 27:1                       | Grav- och boplatsområde |              | Löderup, Skåne      |       | 55.413085, 14.153922 | 10108600270001 | Ladda upp en bild av detta fornminne      |
| Carlshögen (Löderup 29:1)          | Stenkammargrav          |              | Löderup, Skåne      |       | 55.413805, 14.142553 | 10108600290001 | Ladda upp en till bild av detta fornminne |
| Carlshögen (Löderup 29:2)          | Hällristning            |              | Löderup, Skåne      |       | 55.413805, 14.142553 | 10108600290002 | Ladda upp en bild av detta fornminne      |
| Albertshög (Löderup 31:1)          | Stenkammargrav          |              | Löderup, Skåne      |       | 55.405698, 14.126522 | 10108600310001 | Ladda upp en till bild av detta fornminne |
| Skogshög (Löderup 33:1)            | Hög                     |              | Löderup, Skåne      |       | 55.417999, 14.117527 | 10108600330001 | Ladda upp en till bild av detta fornminne |
| Löderup 34:1                       | Begravningsplats        |              | Löderup, Skåne      |       | 55.419372, 14.121904 | 10108600340001 | Ladda upp en bild av detta fornminne      |
| Löderup 36:1                       | Gravfält                |              | Löderup, Skåne      |       | 55.413892, 14.190511 | 10108600360001 | Ladda upp en bild av detta fornminne      |
| Lushögen (Löderup 37:1)            | Hög                     |              | Löderup, Skåne      |       | 55.391499, 14.106541 | 10108600370001 | Ladda upp en bild av detta fornminne      |
| Löderup 40:1                       | Hög                     |              | Löderup, Skåne      |       | 55.398778, 14.095383 | 10108600400001 | Ladda upp en bild av detta fornminne      |
| Stavshög (Stakshög) (Löderup 41:1) | Hög                     |              | Löderup, Skåne      |       | 55.422330, 14.104843 | 10108600410001 | Ladda upp en bild av detta fornminne      |
| Stendösa (Löderup 46:1)            | Stenkammargrav          |              | Löderup, Skåne      |       | 55.428711, 14.132873 | 10108600460001 | Ladda upp en bild av detta fornminne      |
| Stendösa (Löderup 46:2)            | Hällristning            |              | Löderup, Skåne      |       | 55.428711, 14.132873 | 10108600460002 | Ladda upp en bild av detta fornminne      |
| Löderup 47:1                       | Hällristning            |              | Löderup, Skåne      |       | 55.426063, 14.104378 | 10108600470001 | Ladda upp en bild av detta fornminne      |
| 1) Helveteshögen (Löderup 49:1)    | Hög                     |              | Löderup, Skåne      |       | 55.398070, 14.098050 | 10108600490001 | Ladda upp en bild av detta fornminne      |
| Löderup 50:1                       | Begravningsplats        |              | Löderup, Skåne      |       | 55.429003, 14.113801 | 10108600500001 | Ladda upp en bild av detta fornminne      |
| Löderup 84:1                       | Gravfält                |              | Löderup, Skåne      |       | 55.398044, 14.096415 | 10108600840001 | Ladda upp en bild av detta fornminne      |
| Löderup 86:1                       | Hög                     |              | Löderup, Skåne      |       | 55.397589, 14.099741 | 10108600860001 | Ladda upp en bild av detta fornminne      |
| Löderup 111:1                      | Grav- och boplatsområde |              | Löderup, Skåne      |       | 55.420986, 14.177235 | 10108601110001 | Ladda upp en bild av detta fornminne      |
| Walshög (Löderup 120:1)            | Hög                     |              | Löderup, Skåne      |       | 55.418977, 14.117653 | 10108601200001 | Ladda upp en bild av detta fornminne      |
| Röhög (Löderup 121:1)              | Hög                     |              | Löderup, Skåne      |       | 55.417621, 14.132590 | 10108601210001 | Ladda upp en bild av detta fornminne      |
| Löderup 132:1                      | Hög                     |              | Löderup, Skåne      |       | 55.421004, 14.112682 | 10108601320001 | Ladda upp en bild av detta fornminne      |
| Löderup 134:1                      | Hög                     |              | Löderup, Skåne      |       | 55.404765, 14.125810 | 10108601340001 | Ladda upp en bild av detta fornminne      |
| Löderup 136:1                      | Hög                     |              | Löderup, Skåne      |       | 55.392347, 14.130592 | 10108601360001 | Ladda upp en bild av detta fornminne      |
| Valleberga 30:1                    | Gravfält                |              | Löderup, Skåne      |       | 55.399192, 14.094069 | 10113600300001 | Ladda upp en bild av detta fornminne      |

## Sjörup
| Namn                               | Lämningstyp | Tillkomsttid | Historisk indelning | Plats               | Läge                 | ID-nr          | Bild                                      |
| ---------------------------------- | ----------- | ------------ | ------------------- | ------------------- | -------------------- | -------------- | ----------------------------------------- |
| Sjörup 2:1                         | Hög         |              | Sjörup, Skåne       |                     | 55.446160, 13.661346 | 10133500020001 | Ladda upp en till bild av detta fornminne |
| Sjörup 2:2                         | Hög         |              | Sjörup, Skåne       |                     | 55.446591, 13.661180 | 10133500020002 | Ladda upp en bild av detta fornminne      |
| Sjörup 2:3                         | Hög         |              | Sjörup, Skåne       |                     | 55.446667, 13.660348 | 10133500020003 | Ladda upp en bild av detta fornminne      |
| Sjörupstenen / DR 279 (Sjörup 3:2) | Runristning |              | Sjörup, Skåne       | Sjörups gamla kyrka | 55.441222, 13.635407 | 10133500030002 | Ladda upp en till bild av detta fornminne |
| Sjötorp (Sjörup 4:1)               | Borg        |              | Sjörup, Skåne       |                     | 55.431337, 13.634608 | 10133500040001 | Ladda upp en bild av detta fornminne      |
| Sjörup 11:1                        | Hög         |              | Sjörup, Skåne       |                     | 55.449506, 13.666573 | 10133500110001 | Ladda upp en bild av detta fornminne      |
| Sjörup 13:1                        | Hög         |              | Sjörup, Skåne       |                     | 55.448285, 13.646019 | 10133500130001 | Ladda upp en bild av detta fornminne      |
| Sjörup 20:1                        | Hög         |              | Sjörup, Skåne       |                     | 55.442708, 13.633991 | 10133500200001 | Ladda upp en bild av detta fornminne      |
| Sjörup 22:1                        | Hög         |              | Sjörup, Skåne       |                     | 55.440151, 13.635397 | 10133500220001 | Ladda upp en bild av detta fornminne      |
| Bröthög (Sjörup 24:1)              | Hög         |              | Sjörup, Skåne       |                     | 55.445853, 13.630374 | 10133500240001 | Ladda upp en bild av detta fornminne      |
| Kvarnhög (Sjörup 26:1)             | Hög         |              | Sjörup, Skåne       |                     | 55.448912, 13.626699 | 10133500260001 | Ladda upp en bild av detta fornminne      |
| Sjörup 27:1                        | Hög         |              | Sjörup, Skåne       |                     | 55.448331, 13.630323 | 10133500270001 | Ladda upp en bild av detta fornminne      |
| Sjörup 33:1                        | Hög         |              | Sjörup, Skåne       |                     | 55.453696, 13.637929 | 10133500330001 | Ladda upp en bild av detta fornminne      |

## Skårby
| Namn                                 | Lämningstyp | Tillkomsttid | Historisk indelning | Plats        | Läge                 | ID-nr          | Bild                                      |
| ------------------------------------ | ----------- | ------------ | ------------------- | ------------ | -------------------- | -------------- | ----------------------------------------- |
| Skårbystenen 2 / DR 281 (Skårby 4:1) | Runristning |              | Skårby, Skåne       | Skårby kyrka | 55.486723, 13.713595 | 10134300040001 | Ladda upp en till bild av detta fornminne |
| (Uglehög) Ugglehög (Skårby 33:1)     | Hög         |              | Skårby, Skåne       |              | 55.487162, 13.682244 | 10134300330001 | Ladda upp en bild av detta fornminne      |

## Snårestad
| Namn                                   | Lämningstyp | Tillkomsttid | Historisk indelning | Plats | Läge                 | ID-nr          | Bild                                      |
| -------------------------------------- | ----------- | ------------ | ------------------- | ----- | -------------------- | -------------- | ----------------------------------------- |
| Snåres hög, Kyrkohögen (Snårestad 1:1) | Hög         |              | Snårestad, Skåne    |       | 55.438879, 13.677680 | 10134500010001 | Ladda upp en till bild av detta fornminne |
| Snårestad 2:1                          | Hög         |              | Snårestad, Skåne    |       | 55.422214, 13.690519 | 10134500020001 | Ladda upp en bild av detta fornminne      |
| Trollebjär (Snårestad 3:1)             | Hög         |              | Snårestad, Skåne    |       | 55.435548, 13.664050 | 10134500030001 | Ladda upp en bild av detta fornminne      |
| Snårestad 19:1                         | Hög         |              | Snårestad, Skåne    |       | 55.428642, 13.668293 | 10134500190001 | Ladda upp en bild av detta fornminne      |
| Snårestad 20:1                         | Hög         |              | Snårestad, Skåne    |       | 55.431296, 13.682165 | 10134500200001 | Ladda upp en bild av detta fornminne      |
| Snårestad 21:1                         | Hög         |              | Snårestad, Skåne    |       | 55.433235, 13.683136 | 10134500210001 | Ladda upp en bild av detta fornminne      |
| Korskulla (Snårestad 23:1)             | Hög         |              | Snårestad, Skåne    |       | 55.444714, 13.701612 | 10134500230001 | Ladda upp en bild av detta fornminne      |
| Tjörnehög (Snårestad 24:1)             | Hög         |              | Snårestad, Skåne    |       | 55.437817, 13.680548 | 10134500240001 | Ladda upp en bild av detta fornminne      |
| Slätthög (Snårestad 25:1)              | Hög         |              | Snårestad, Skåne    |       | 55.434996, 13.671963 | 10134500250001 | Ladda upp en bild av detta fornminne      |
| Snårestad 26:1                         | Hög         |              | Snårestad, Skåne    |       | 55.436405, 13.669952 | 10134500260001 | Ladda upp en bild av detta fornminne      |
| Banhög (Snårestad 27:1)                | Hög         |              | Snårestad, Skåne    |       | 55.455542, 13.673243 | 10134500270001 | Ladda upp en bild av detta fornminne      |
| Galgebacken (Snårestad 29:1)           | Hög         |              | Snårestad, Skåne    |       | 55.447963, 13.666762 | 10134500290001 | Ladda upp en bild av detta fornminne      |
| Korskullen (Snårestad 30:1)            | Hög         |              | Snårestad, Skåne    |       | 55.446750, 13.697929 | 10134500300001 | Ladda upp en bild av detta fornminne      |
| Ulsbacke (Snårestad 31:1)              | Hög         |              | Snårestad, Skåne    |       | 55.447387, 13.692524 | 10134500310001 | Ladda upp en bild av detta fornminne      |
| Snårestad 32:1                         | Hög         |              | Snårestad, Skåne    |       | 55.446055, 13.679441 | 10134500320001 | Ladda upp en bild av detta fornminne      |

## Stora Herrestad
| Namn                                   | Lämningstyp             | Tillkomsttid | Historisk indelning    | Plats | Läge                 | ID-nr          | Bild                                      |
| -------------------------------------- | ----------------------- | ------------ | ---------------------- | ----- | -------------------- | -------------- | ----------------------------------------- |
| Byasten (Stora Herrestad 4:1)          | Runristning             |              | Stora Herrestad, Skåne |       | 55.476579, 13.873498 | 10135100040001 | Ladda upp en bild av detta fornminne      |
| Kyrkofästan (Stora Herrestad 5:1)      | Hög                     |              | Stora Herrestad, Skåne |       | 55.466558, 13.865206 | 10135100050001 | Ladda upp en bild av detta fornminne      |
| Herrhögen (Stora Herrestad 6:1)        | Hög                     |              | Stora Herrestad, Skåne |       | 55.467431, 13.867336 | 10135100060001 | Ladda upp en bild av detta fornminne      |
| Tingshögaskogen (Stora Herrestad 21:1) | Hög                     |              | Stora Herrestad, Skåne |       | 55.476023, 13.911975 | 10135100210001 | Ladda upp en bild av detta fornminne      |
| Tingshögskogen (Stora Herrestad 22:1)  | Hög                     |              | Stora Herrestad, Skåne |       | 55.475559, 13.910475 | 10135100220001 | Ladda upp en till bild av detta fornminne |
| Stora Herrestad 23:1                   | Hög                     |              | Stora Herrestad, Skåne |       | 55.467174, 13.913144 | 10135100230001 | Ladda upp en bild av detta fornminne      |
| Stora Herrestad 24:1                   | Hög                     |              | Stora Herrestad, Skåne |       | 55.467691, 13.916335 | 10135100240001 | Ladda upp en till bild av detta fornminne |
| Stora Herrestad 25:1                   | Hög                     |              | Stora Herrestad, Skåne |       | 55.489504, 13.883168 | 10135100250001 | Ladda upp en bild av detta fornminne      |
| Stora Herrestad 32:1                   | Grav- och boplatsområde |              | Stora Herrestad, Skåne |       | 55.460843, 13.894119 | 10135100320001 | Ladda upp en bild av detta fornminne      |
| Stora Herrestad 107:1                  | Hög                     |              | Stora Herrestad, Skåne |       | 55.459566, 13.858401 | 10135101070001 | Ladda upp en bild av detta fornminne      |
| Stora Herrestad 108:1                  | Hög                     |              | Stora Herrestad, Skåne |       | 55.468589, 13.868320 | 10135101080001 | Ladda upp en bild av detta fornminne      |

## Stora Köpinge
| Namn                                              | Lämningstyp                 | Tillkomsttid | Historisk indelning  | Plats | Läge                 | ID-nr          | Bild                                      |
| ------------------------------------------------- | --------------------------- | ------------ | -------------------- | ----- | -------------------- | -------------- | ----------------------------------------- |
| Stora Köpinge 2:1                                 | Grav markerad av sten/block |              | Stora Köpinge, Skåne |       | 55.429515, 13.979986 | 10135200020001 | Ladda upp en bild av detta fornminne      |
| Tingshög, Tomthögarna mfl (Stora Köpinge 3:1)     | Hög                         |              | Stora Köpinge, Skåne |       | 55.435575, 13.966536 | 10135200030001 | Ladda upp en till bild av detta fornminne |
| Tingshög, Tomthögarna mfl (Stora Köpinge 3:2)     | Hög                         |              | Stora Köpinge, Skåne |       | 55.435623, 13.966155 | 10135200030002 | Ladda upp en till bild av detta fornminne |
| Tingshög, Tomthögarna mfl (Stora Köpinge 3:3)     | Hög                         |              | Stora Köpinge, Skåne |       | 55.435698, 13.965756 | 10135200030003 | Ladda upp en till bild av detta fornminne |
| Stora Köpinge 5:1                                 | Hög                         |              | Stora Köpinge, Skåne |       | 55.450014, 13.956900 | 10135200050001 | Ladda upp en bild av detta fornminne      |
| Stora Köpinge 7:1                                 | Hög                         |              | Stora Köpinge, Skåne |       | 55.446306, 13.957865 | 10135200070001 | Ladda upp en bild av detta fornminne      |
| Svahlbergs högar (Stora Köpinge 8:1)              | Hög                         |              | Stora Köpinge, Skåne |       | 55.456673, 13.968042 | 10135200080001 | Ladda upp en till bild av detta fornminne |
| Stora Köpinge 9:1                                 | Hög                         |              | Stora Köpinge, Skåne |       | 55.454694, 13.964240 | 10135200090001 | Ladda upp en till bild av detta fornminne |
| Stora Köpinge 9:2                                 | Hög                         |              | Stora Köpinge, Skåne |       | 55.454535, 13.963219 | 10135200090002 | Ladda upp en bild av detta fornminne      |
| Kölnehögarna (Stora Köpinge 11:1)                 | Hög                         |              | Stora Köpinge, Skåne |       | 55.464172, 13.972972 | 10135200110001 | Ladda upp en bild av detta fornminne      |
| Kölnehögarna (Stora Köpinge 11:2)                 | Hög                         |              | Stora Köpinge, Skåne |       | 55.463872, 13.972674 | 10135200110002 | Ladda upp en bild av detta fornminne      |
| Stora Köpinge 15:1                                | Hög                         |              | Stora Köpinge, Skåne |       | 55.467115, 13.933462 | 10135200150001 | Ladda upp en till bild av detta fornminne |
| Stora Köpinge 16:1                                | Hög                         |              | Stora Köpinge, Skåne |       | 55.468593, 13.931359 | 10135200160001 | Ladda upp en till bild av detta fornminne |
| Stora Köpinge 16:2                                | Hög                         |              | Stora Köpinge, Skåne |       | 55.468318, 13.931477 | 10135200160002 | Ladda upp en till bild av detta fornminne |
| Stora Köpinge 16:3                                | Hög                         |              | Stora Köpinge, Skåne |       | 55.467979, 13.931639 | 10135200160003 | Ladda upp en till bild av detta fornminne |
| Galagabacken(?) (Stora Köpinge 17:1)              | Hög                         |              | Stora Köpinge, Skåne |       | 55.470243, 13.930938 | 10135200170001 | Ladda upp en till bild av detta fornminne |
| Stora Köpinge 18:1                                | Hög                         |              | Stora Köpinge, Skåne |       | 55.468280, 13.920482 | 10135200180001 | Ladda upp en till bild av detta fornminne |
| Stora Köpinge 19:1                                | Hög                         |              | Stora Köpinge, Skåne |       | 55.467322, 13.937359 | 10135200190001 | Ladda upp en bild av detta fornminne      |
| Trollasten (Stora Köpinge 20:1)                   | Hällristning                |              | Stora Köpinge, Skåne |       | 55.465411, 13.949872 | 10135200200001 | Ladda upp en till bild av detta fornminne |
| Stora Köpinge 21:1                                | Hög                         |              | Stora Köpinge, Skåne |       | 55.467710, 13.921125 | 10135200210001 | Ladda upp en till bild av detta fornminne |
| Stora Köpingestenen / DR 339 (Stora Köpinge 22:1) | Runristning                 |              | Stora Köpinge, Skåne |       | 55.470614, 13.947632 | 10135200220001 | Ladda upp en till bild av detta fornminne |
| Danmarkskullen (Stora Köpinge 23:1)               | Hög                         |              | Stora Köpinge, Skåne |       | 55.478727, 13.949958 | 10135200230001 | Ladda upp en bild av detta fornminne      |
| Tingshög (Stora Köpinge 24:1)                     | Hög                         |              | Stora Köpinge, Skåne |       | 55.446602, 13.948362 | 10135200240001 | Ladda upp en bild av detta fornminne      |
| Ljusehögar (Stora Köpinge 28:1)                   | Hög                         |              | Stora Köpinge, Skåne |       | 55.491726, 13.923401 | 10135200280001 | Ladda upp en till bild av detta fornminne |
| Ljusehögar (Stora Köpinge 28:2)                   | Hög                         |              | Stora Köpinge, Skåne |       | 55.491400, 13.922917 | 10135200280002 | Ladda upp en till bild av detta fornminne |
| Stora Köpinge 29:1                                | Hög                         |              | Stora Köpinge, Skåne |       | 55.488083, 13.936344 | 10135200290001 | Ladda upp en bild av detta fornminne      |
| Stora Köpinge 30:1                                | Hög                         |              | Stora Köpinge, Skåne |       | 55.465577, 13.931736 | 10135200300001 | Ladda upp en bild av detta fornminne      |
| Stora Köpinge 34:1                                | Hög                         |              | Stora Köpinge, Skåne |       | 55.428256, 13.984998 | 10135200340001 | Ladda upp en bild av detta fornminne      |
| Stora Köpinge 36:1                                | Hög                         |              | Stora Köpinge, Skåne |       | 55.443542, 13.957473 | 10135200360001 | Ladda upp en bild av detta fornminne      |
| Stora Köpinge 39:1                                | Hög                         |              | Stora Köpinge, Skåne |       | 55.464185, 13.972273 | 10135200390001 | Ladda upp en bild av detta fornminne      |
| Stora Köpinge 42:1                                | Gravfält                    |              | Stora Köpinge, Skåne |       | 55.449122, 13.938164 | 10135200420001 | Ladda upp en bild av detta fornminne      |
| Stora Köpinge 44:1                                | Hög                         |              | Stora Köpinge, Skåne |       | 55.447431, 13.958619 | 10135200440001 | Ladda upp en bild av detta fornminne      |
| Stora Köpinge 46:1                                | Hög                         |              | Stora Köpinge, Skåne |       | 55.464039, 13.979886 | 10135200460001 | Ladda upp en bild av detta fornminne      |
| Stora Köpinge 46:2                                | Hög                         |              | Stora Köpinge, Skåne |       | 55.464471, 13.979961 | 10135200460002 | Ladda upp en bild av detta fornminne      |
| Stora Köpinge 51:1                                | Grav- och boplatsområde     |              | Stora Köpinge, Skåne |       | 55.458524, 13.932575 | 10135200510001 | Ladda upp en bild av detta fornminne      |
| Stora Köpinge 57:1                                | Grav- och boplatsområde     |              | Stora Köpinge, Skåne |       | 55.463481, 13.932316 | 10135200570001 | Ladda upp en bild av detta fornminne      |
| Stora Köpinge 58:1                                | Grav- och boplatsområde     |              | Stora Köpinge, Skåne |       | 55.446726, 13.945272 | 10135200580001 | Ladda upp en bild av detta fornminne      |
| Stora Köpinge 79:1                                | Grav- och boplatsområde     |              | Stora Köpinge, Skåne |       | 55.446930, 13.950384 | 10135200790001 | Ladda upp en bild av detta fornminne      |
| Tingshög(?) (Stora Köpinge 90:1)                  | Hög                         |              | Stora Köpinge, Skåne |       | 55.435380, 13.967743 | 10135200900001 | Ladda upp en bild av detta fornminne      |
| Stora Köpinge 91:1                                | Hög                         |              | Stora Köpinge, Skåne |       | 55.434522, 13.966939 | 10135200910001 | Ladda upp en bild av detta fornminne      |
| Stora Köpinge 96:1                                | Hög                         |              | Stora Köpinge, Skåne |       | 55.452721, 13.962341 | 10135200960001 | Ladda upp en bild av detta fornminne      |
| Swahlbergs högar (Stora Köpinge 115:2)            | Hög                         |              | Stora Köpinge, Skåne |       | 55.456795, 13.966320 | 10135201150002 | Ladda upp en bild av detta fornminne      |
| Stora Köpinge 116:1                               | Hög                         |              | Stora Köpinge, Skåne |       | 55.453098, 13.979891 | 10135201160001 | Ladda upp en bild av detta fornminne      |
| Stora Köpinge 125:1                               | Hög                         |              | Stora Köpinge, Skåne |       | 55.482215, 13.953920 | 10135201250001 | Ladda upp en bild av detta fornminne      |
| kabbehög? (Stora Köpinge 128:1)                   | Hög                         |              | Stora Köpinge, Skåne |       | 55.476291, 13.942472 | 10135201280001 | Ladda upp en bild av detta fornminne      |
| Hålahög (Stora Köpinge 132:1)                     | Hög                         |              | Stora Köpinge, Skåne |       | 55.477169, 13.933539 | 10135201320001 | Ladda upp en bild av detta fornminne      |
| Skälhögskulan (Stora Köpinge 135:1)               | Hög                         |              | Stora Köpinge, Skåne |       | 55.479082, 13.909361 | 10135201350001 | Ladda upp en bild av detta fornminne      |
| Stora Köpinge 139:1                               | Hög                         |              | Stora Köpinge, Skåne |       | 55.471178, 13.919682 | 10135201390001 | Ladda upp en bild av detta fornminne      |
| Stora Köpinge 140:1                               | Hög                         |              | Stora Köpinge, Skåne |       | 55.472059, 13.922572 | 10135201400001 | Ladda upp en bild av detta fornminne      |
| (Ljushög?) (Stora Köpinge 146:1)                  | Hög                         |              | Stora Köpinge, Skåne |       | 55.492265, 13.921249 | 10135201460001 | Ladda upp en bild av detta fornminne      |
| Vårhög? (Stora Köpinge 147:1)                     | Hög                         |              | Stora Köpinge, Skåne |       | 55.494490, 13.918522 | 10135201470001 | Ladda upp en bild av detta fornminne      |
| Stehög (Stora Köpinge 148:1)                      | Hög                         |              | Stora Köpinge, Skåne |       | 55.493475, 13.923949 | 10135201480001 | Ladda upp en bild av detta fornminne      |
| Lilla Brödhög (Stora Köpinge 152:1)               | Hög                         |              | Stora Köpinge, Skåne |       | 55.494895, 13.933986 | 10135201520001 | Ladda upp en bild av detta fornminne      |
| Stora Brödhög (Stora Köpinge 153:1)               | Hög                         |              | Stora Köpinge, Skåne |       | 55.493429, 13.936828 | 10135201530001 | Ladda upp en bild av detta fornminne      |
| Örnakull (Stora Köpinge 156:1)                    | Hög                         |              | Stora Köpinge, Skåne |       | 55.468851, 13.974155 | 10135201560001 | Ladda upp en bild av detta fornminne      |
| Stora Köpinge 165:1                               | Hög                         |              | Stora Köpinge, Skåne |       | 55.496198, 13.914923 | 10135201650001 | Ladda upp en bild av detta fornminne      |

## Sövestad
| Namn                                     | Lämningstyp  | Tillkomsttid | Historisk indelning | Plats            | Läge                 | ID-nr          | Bild                                      |
| ---------------------------------------- | ------------ | ------------ | ------------------- | ---------------- | -------------------- | -------------- | ----------------------------------------- |
| Sövestadstenen 2 / DR 291 (Sövestad 2:1) | Runristning  |              | Sövestad, Skåne     | Krageholms slott | 55.492520, 13.765888 | 10137200020001 | Ladda upp en till bild av detta fornminne |
| Sövestadstenen 1 / DR 290 (Sövestad 2:2) | Bildristning |              | Sövestad, Skåne     | Krageholms slott | 55.492172, 13.765494 | 10137200020002 | Ladda upp en till bild av detta fornminne |
| Skölhög, Skieldhög (Sövestad 5:1)        | Hög          |              | Sövestad, Skåne     |                  | 55.496254, 13.829725 | 10137200050001 | Ladda upp en till bild av detta fornminne |
| Sövestad 6:1                             | Minnesmärke  |              | Sövestad, Skåne     |                  | 55.492017, 13.766389 | 10137200060001 | Ladda upp en bild av detta fornminne      |
| Hanakomma backen (Sövestad 10:1)         | Hög          |              | Sövestad, Skåne     |                  | 55.508166, 13.813252 | 10137200100001 | Ladda upp en bild av detta fornminne      |
| Sövestad 13:1                            | Hög          |              | Sövestad, Skåne     |                  | 55.493804, 13.830360 | 10137200130001 | Ladda upp en bild av detta fornminne      |
| Sövestad 78:1                            | Stensättning |              | Sövestad, Skåne     |                  | 55.525241, 13.723759 | 10137200780001 | Ladda upp en bild av detta fornminne      |
| Sövestad 78:2                            | Stensättning |              | Sövestad, Skåne     |                  | 55.525424, 13.723481 | 10137200780002 | Ladda upp en bild av detta fornminne      |
| Sövestad 78:3                            | Stensättning |              | Sövestad, Skåne     |                  | 55.526303, 13.722325 | 10137200780003 | Ladda upp en bild av detta fornminne      |

## Valleberga
| Namn                                       | Lämningstyp                 | Tillkomsttid | Historisk indelning | Plats | Läge                 | ID-nr          | Bild                                      |
| ------------------------------------------ | --------------------------- | ------------ | ------------------- | ----- | -------------------- | -------------- | ----------------------------------------- |
| Valleberga 1:1                             | Stenkammargrav              |              | Valleberga, Skåne   |       | 55.446645, 14.047214 | 10113600010001 | Ladda upp en bild av detta fornminne      |
| (Kullen), Hårahög (Valleberga 2:1)         | Hög                         |              | Valleberga, Skåne   |       | 55.442747, 14.064407 | 10113600020001 | Ladda upp en bild av detta fornminne      |
| Bruasten (Valleberga 5:1)                  | Grav markerad av sten/block |              | Valleberga, Skåne   |       | 55.428450, 14.063315 | 10113600050001 | Ladda upp en bild av detta fornminne      |
| Smedhög, Smedshöjbacken (Valleberga 6:1)   | Stenkrets                   |              | Valleberga, Skåne   |       | 55.422121, 14.081094 | 10113600060001 | Ladda upp en bild av detta fornminne      |
| Ormhögen (Valleberga 7:1)                  | Hög                         |              | Valleberga, Skåne   |       | 55.418185, 14.093338 | 10113600070001 | Ladda upp en till bild av detta fornminne |
| Vallshög, Walles hög (Valleberga 8:1)      | Hög                         |              | Valleberga, Skåne   |       | 55.413388, 14.071743 | 10113600080001 | Ladda upp en till bild av detta fornminne |
| Pengabacken (Valleberga 9:1)               | Hög                         |              | Valleberga, Skåne   |       | 55.412492, 14.056843 | 10113600090001 | Ladda upp en bild av detta fornminne      |
| Grävsvinabacken (Valleberga 10:1)          | Hög                         |              | Valleberga, Skåne   |       | 55.412073, 14.060777 | 10113600100001 | Ladda upp en till bild av detta fornminne |
| Valleberga 12:1                            | Hög                         |              | Valleberga, Skåne   |       | 55.410837, 14.059862 | 10113600120001 | Ladda upp en bild av detta fornminne      |
| Valleberga 13:1                            | Hög                         |              | Valleberga, Skåne   |       | 55.409123, 14.063826 | 10113600130001 | Ladda upp en bild av detta fornminne      |
| Valleberga 14:1                            | Hög                         |              | Valleberga, Skåne   |       | 55.407484, 14.068637 | 10113600140001 | Ladda upp en bild av detta fornminne      |
| Snaftahög (Valleberga 15:1)                | Hög                         |              | Valleberga, Skåne   |       | 55.406893, 14.073253 | 10113600150001 | Ladda upp en till bild av detta fornminne |
| Valleberga 16:1                            | Hög                         |              | Valleberga, Skåne   |       | 55.406123, 14.070629 | 10113600160001 | Ladda upp en bild av detta fornminne      |
| Valleberga 17:1                            | Hög                         |              | Valleberga, Skåne   |       | 55.403942, 14.078687 | 10113600170001 | Ladda upp en till bild av detta fornminne |
| Valleberga 18:1                            | Hög                         |              | Valleberga, Skåne   |       | 55.403091, 14.082338 | 10113600180001 | Ladda upp en till bild av detta fornminne |
| Ales stenar (Valleberga 20:1)              | Stenkrets                   |              | Valleberga, Skåne   |       | 55.382653, 14.054314 | 10113600200001 | Ladda upp en till bild av detta fornminne |
| Ales stenar, Hesten m fl (Valleberga 20:2) | Hällristning                |              | Valleberga, Skåne   |       | 55.382765, 14.054117 | 10113600200002 | Ladda upp en till bild av detta fornminne |
| Ales stenar, Hesten m fl (Valleberga 20:3) | Hällristning                |              | Valleberga, Skåne   |       | 55.382765, 14.054117 | 10113600200003 | Ladda upp en till bild av detta fornminne |
| Ales stenar, Hesten m fl (Valleberga 20:4) | Hällristning                |              | Valleberga, Skåne   |       | 55.382765, 14.054117 | 10113600200004 | Ladda upp en till bild av detta fornminne |
| Ales stenar, Hesten m fl (Valleberga 20:5) | Hällristning                |              | Valleberga, Skåne   |       | 55.382765, 14.054117 | 10113600200005 | Ladda upp en till bild av detta fornminne |
| Valleberga 22:1                            | Gravfält                    |              | Valleberga, Skåne   |       | 55.405397, 14.074020 | 10113600220001 | Ladda upp en bild av detta fornminne      |
| Valleberga 41:3                            | Hög                         |              | Valleberga, Skåne   |       | 55.428266, 14.092284 | 10113600410003 | Ladda upp en bild av detta fornminne      |
| Valleberga 44:1                            | Hög                         |              | Valleberga, Skåne   |       | 55.408326, 14.070947 | 10113600440001 | Ladda upp en bild av detta fornminne      |
| Svalhög (Valleberga 94:2)                  | Hög                         |              | Valleberga, Skåne   |       | 55.418396, 14.068680 | 10113600940002 | Ladda upp en bild av detta fornminne      |
| Valleberga 99:1                            | Hög                         |              | Valleberga, Skåne   |       | 55.407822, 14.072492 | 10113600990001 | Ladda upp en bild av detta fornminne      |
| Lingelshög (Valleberga 127:1)              | Hög                         |              | Valleberga, Skåne   |       | 55.445875, 14.060028 | 10113601270001 | Ladda upp en bild av detta fornminne      |
| Hillhög (Valleberga 128:1)                 | Hög                         |              | Valleberga, Skåne   |       | 55.445707, 14.049340 | 10113601280001 | Ladda upp en bild av detta fornminne      |
| Valleberga 148:1                           | Hög                         |              | Valleberga, Skåne   |       | 55.440439, 14.079440 | 10113601480001 | Ladda upp en bild av detta fornminne      |
| Valleberga 149:1                           | Hög                         |              | Valleberga, Skåne   |       | 55.404760, 14.075330 | 10113601490001 | Ladda upp en bild av detta fornminne      |

## Ystad
| Namn                              | Lämningstyp        | Tillkomsttid | Historisk indelning | Plats | Läge                 | ID-nr          | Bild                                      |
| --------------------------------- | ------------------ | ------------ | ------------------- | ----- | -------------------- | -------------- | ----------------------------------------- |
| Slottsbacken (Ystad 11:1)         | Borg               |              | Ystad, Skåne        |       | 55.433951, 13.830324 | 10141300110001 | Ladda upp en bild av detta fornminne      |
| Franciskanerklostret (Ystad 35:2) | Kloster            |              | Ystad, Skåne        |       | 55.431436, 13.819430 | 10141300350002 | Ladda upp en till bild av detta fornminne |
| Ystad 36:1                        | Stadsvall/stadsmur |              | Ystad, Skåne        |       | 55.428262, 13.811927 | 10141300360001 | Ladda upp en bild av detta fornminne      |
| Ystad 69                          | Gravfält           |              | Ystad, Skåne        |       | 55.426821, 13.800398 | 12000000076170 | Ladda upp en bild av detta fornminne      |

## Öja
| Namn              | Lämningstyp | Tillkomsttid | Historisk indelning | Plats | Läge                 | ID-nr          | Bild                                      |
| ----------------- | ----------- | ------------ | ------------------- | ----- | -------------------- | -------------- | ----------------------------------------- |
| Bonnhög (Öja 1:1) | Hög         |              | Öja, Skåne          |       | 55.455057, 13.836729 | 10141600010001 | Ladda upp en till bild av detta fornminne |
| Öja 16:1          | Hög         |              | Öja, Skåne          |       | 55.462132, 13.844528 | 10141600160001 | Ladda upp en bild av detta fornminne      |